# توماس بي. مولوي
توماس بي. مولوي هو سياسي كندي، ولد في 28 نوفمبر 1878، وتوفي في 20 يونيو 1948. حزبياً، نشط في الحزب الليبرالي الكندي.